# The Bear (album)
The Bear è il terzo album del gruppo metalcore statunitense Element Eighty. Pubblicato dalla Texas Cries il 5 novembre 2005, è il primo disco registrato assieme a Zack Bates, entrato a far parte del gruppo in sostituzione all'ex-bassista Roon.

## Tracce
1. Victims – 2:56
2. War – 3:27
3. Guntruck – 3:22
4. Price to Pay – 3:42
5. Beaumont – 2:47
6. Boars – 2:26
7. The Itch – 3:19
8. The Sacrifice – 3:32
9. Killing Me – 2:41
10. Spite – 2:59

## Formazione
- David Galloway - voce
- Matthew Woods - chitarra
- Zack Bates - basso
- Ryan Carroll - batteria